# Марла Руњан
Марла Ли Руњан (енгл. Marla Runyan; у браку Лонерган енгл. Lonergan; рођена 4. јануара 1969) је америчка атлетичарка, друмска тркачица и маратонка која је правно слепа. Трострука је државна првакиња на 5000 метара за жене. Она је такође атлетичарка која се такмичила и на Параолимпијским и на Олимпијским играма, и на обема стигла до финала.
Ако желите да знате ко сте као особа, онда је ваша одговорност учинити ваше особине видљивијима. Вјерујем да ако није тако, постајете жртва. Ако су то само изговори, онда вас људи тако виде. Нека ваша снага буде видљива, рекла је Марла.

## Рани живот и образовање
Рођена је у Санта Марији у Калифорнији. Након што је 1987. завршила средњу школу Камарило, наставила је да студира на Државном универзитету у Сан Дијегу, где је почела да се такмичи у неколико спортских такмичења: седмобој, трка на 200 метара, скок у вис, бацање кугле, 100 метара с препонама, скок у даљ, бацање копља и трчање на 800 метара . Године 1994. магистрирала је на одсеку за образовање глувослепе деце.

## Каријера

### Летње параолимпијске игре 1992.
Руњан је освојила четири златне медаље на Летњим параолимпијским играма 1992. у скоку у даљ и тркама на 100, 200 и 400 метара. На тим играма се такмичила и у бициклизму.

### Олимпијске и Параолимпијске игре 1996.
Покушала је да се квалификује за Олимпијске игре "способног тела" на Олимпијским играма у САД 1996. године, завршивши на 10. месту у седмобоју. Иако није успела да се квалификује, трчала је 800 метара за 2:04,60, што је амерички рекорд у седмобоју на 800 метара. Овај успех ју је подстакао да проба трчање на даљину.
На Параолимпијским играма у Атланти 1996. освојила је сребро у бацању кугле и злато у петобоју.

### Панамеричке игре 1999. и Летње олимпијске игре 2000.
Њена каријера тркачице светске класе у спортским дисциплинама почела је 1999. године на Панамеричким играма у Винипегу, где је освојила злато у трци на 1.500 метара и била другопласирана у Сједињеним Државама у тој дисциплини 1999. Следеће године је заузела осмо место на 1.500 метара на Олимпијским играма у Сиднеју 2000. године, чиме је Руњан постала прва легално слепа атлетичарка која се такмичила на Олимпијади и највиши циљ једне Американке у тој дисциплини.

### Успех на Државном првенству, издање аутобиографије
До 2001. године освојила је своје прво од три узастопна државна првенства на 5000 метара. Такође је објавила своју аутобиографију No Finish Line: My Life As I See It 2002. године, додала је државно првенство на 5К и 10К, и удала се за свог тренера, Мета Лонергана.
Завршила је као најбоља Американка на Њујоршком маратону 2002. године са временом од 2 сата, 27 минута и 10 секунди и забележила друго најбрже дебитантско време Американке икада.
Само мислим да је то прилично храбро, Марла је веома чврста, стварно смела. Борила се цео свој живот, а то долази до изражаја у њеном трчању.— Colleen De Reuck
Поново је победила у трци на 5К 2003. и квалификовала се за Летње олимпијске игре 2004. тако што је завршила на другом месту на Олимпијским тркама Сједињених Држава (атлетика). 2005. је паузирала да би родила своје прво дете, Ану Ли 1. септембра, али се вратила на стазу 2006. освојивши своје друго национално првенство са 20 година. км (прва је била 2003. године).

### Награде и признања
Била је USATF (USA Track & Field)  „Тркач године“ 2002. и 2006.

### Светски рекорди
Ажурирано: април 2014., Према подацима Међународног параолимпијског комитета Руњан држи светске рекорде у Т13 класификацији 400 m, 800 m, 1500 m, 5000 m, скок у вис, скок у даљ и петобој.
Међутим, њени лични резултати на 3000 м, 10 000 м и маратону такође су били светски рекорди, али их Међународни параолимпијски комитет никада није ратификовао. Погледајте Official Website of Marla Runyan Архивирано на веб-сајту  (9. јун 2024), званичну веб страницу Марле Руњан.